# Адамеж (Великопольське воєводство)
Адамеж (пол. Adamierz) — село в Польщі, у гміні Заґурув Слупецького повіту Великопольського воєводства.
Населення — 100 осіб (2011).
У 1975-1998 роках село належало до Конінського воєводства.

## Демографія
Демографічна структура станом на 31 березня 2011 року:
|          | Загалом | Допрацездатний вік | Працездатний вік | Постпрацездатний вік |
| -------- | ------- | ------------------ | ---------------- | -------------------- |
| Чоловіки | 54      | 18                 | 32               | 4                    |
| Жінки    | 46      | 12                 | 20               | 14                   |
| Разом    | 100     | 30                 | 52               | 18                   |